# Ивановское сельское поселение (Приморский край)
Ивановское се́льское поселе́ние — сельское поселение в Михайловском районе Приморского края.
Административный центр — село Ивановка.

## История
Статус и границы сельского поселения установлены Законом Приморского края от 6 августа 2004 года № 130-КЗ «О Михайловском муниципальном районе»

## Население
| 2010  | 2011  | 2012  | 2013  | 2014  | 2015  | 2016  |
| ----- | ----- | ----- | ----- | ----- | ----- | ----- |
| 6482  | ↘6471 | ↘6339 | ↘6265 | ↘6121 | ↘5994 | ↘5948 |
| 2017  | 2018  | 2019  | 2020  | 2021  |       |       |
| ↘5841 | ↘5671 | ↘5560 | ↘5480 | ↘4612 |       |       |

## Состав сельского поселения
В состав сельского поселения входят 8 населённых пунктов:
| № | Населённый пункт | Тип населённого пункта       | Население |
| - | ---------------- | ---------------------------- | --------- |
| 1 | Горбатка         | село                         | ↘318      |
| 2 | Горное           | посёлок                      | ↘1005     |
| 3 | Ивановка         | село, административный центр | ↘2152     |
| 4 | Лубянка          | село                         | ↘187      |
| 5 | Николаевка       | село                         | ↘638      |
| 6 | Отрадное         | село                         | ↘132      |
| 7 | Тарасовка        | село                         | ↘198      |
| 8 | Ширяевка         | село                         | ↘616      |

## Местное самоуправление
Администрация
Адрес: 692665, с. Ивановка, ул. Советская, 1. Телефон: 8 (42346) 3-11-96
Глава администрации
- Дедусь Александр Михайлович